# Закон дисперсії
Закон дисперсії —  загальна назва законів залежності різних фізичних характеристик від частоти або імпульсу.
Закон дисперсії релятивістських частинок: 
{\displaystyle E^{2}-p^{2}c^{2}=m^{2}c^{4}},
де E - енергія, p - імпульс, m - маса, c - швидкість світла. 
При малих імпульсах ця залежність квадратична: 
{\displaystyle E={\frac {p^{2}}{2m}}}.
На відміну від масових частинок закон дисперсії для безмасових частинок, таких як фотони, лінійний:
{\displaystyle E=pc}.

## В оптиці
В оптиці дисперсією називають залежність показника заломлення середовища від частоти. Показник заломлення залежить від  діелектричної проникності. Закон дисперсії для електромагнітної хвилі в однорідному ізотропному середовищі в загальному випадку визначається рівнянням: 
{\displaystyle k^{2}={\frac {\omega ^{2}}{c^{2}}}\varepsilon (\omega ,\mathbf {k} )},
де {\displaystyle \omega } - циклічна частота, c - швидкість світла, {\displaystyle \varepsilon (\omega ,\mathbf {k} )} - діелектрична проникність, яка в загальному випадку залежить  як від частоти, так і від хвильового вектора, {\displaystyle \mathbf {k} } - хвильовий вектор.

## У теорії твердого тіла
Залежність енергії квазічастинки від квазіімпульсу. 
У вужчому сенсі для електронних зон — залежність енергії одноелектронного стану від квазіімпульсу. 